# NR Водолея
NR Водолея (лат. NR Aquarii), HD 201382 — одиночная переменная звезда в созвездии Водолея на расстоянии приблизительно 1273 световых лет (около 390 парсеков) от Солнца. Видимая звёздная величина звезды — от +7,58m до +7,56m.

## Характеристики
NR Водолея — оранжевый гигант, пульсирующая полуправильная переменная звезда типа SRS (SRS:) спектрального класса K5III. Эффективная температура — около 4187 К.